# Rapala ribbei
Rapala ribbei är en fjärilsart som beskrevs av Johannes Karl Max Röber 1886. Rapala ribbei ingår i släktet Rapala och familjen juvelvingar. Inga underarter finns listade.

## Bildgalleri

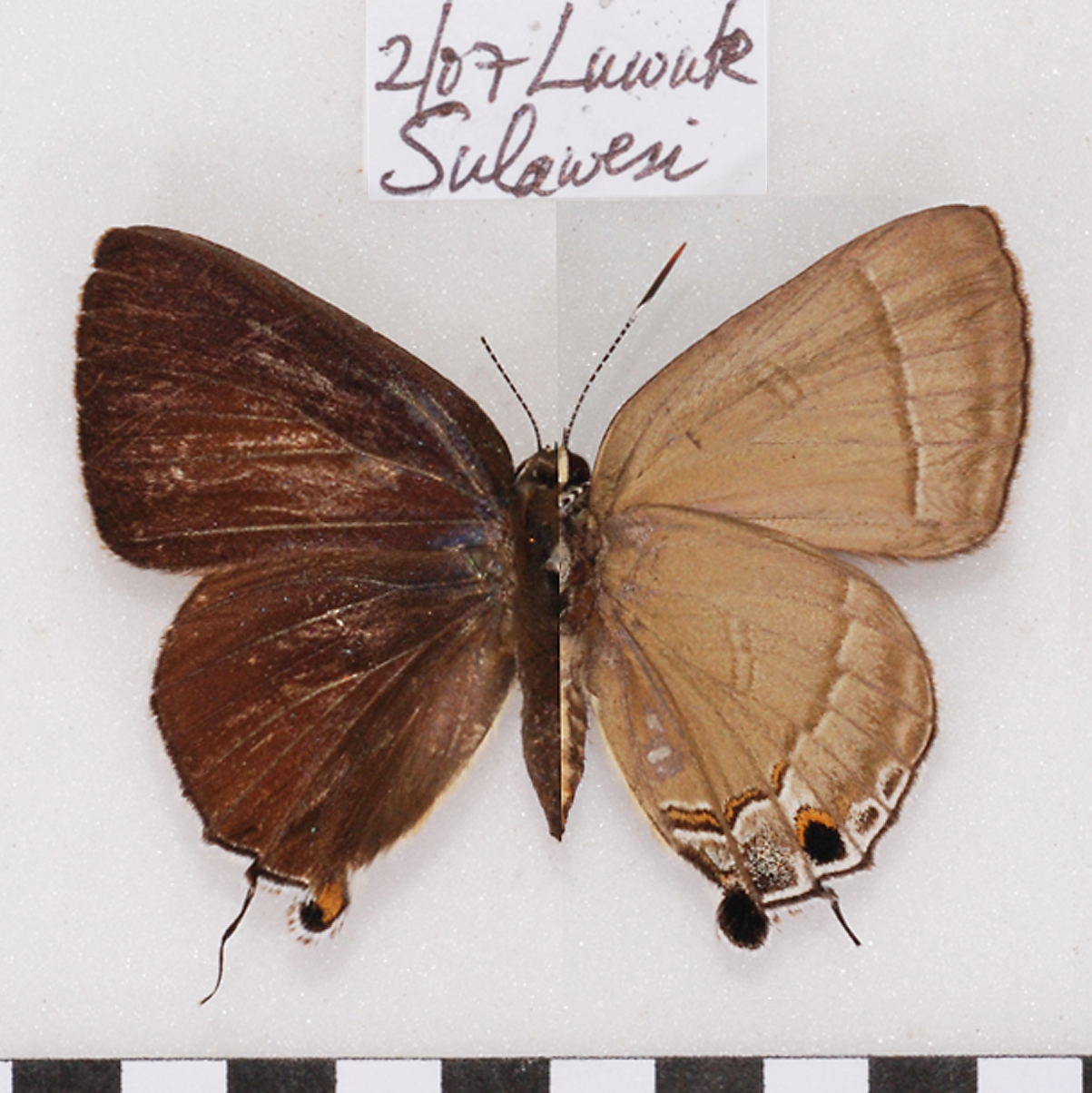
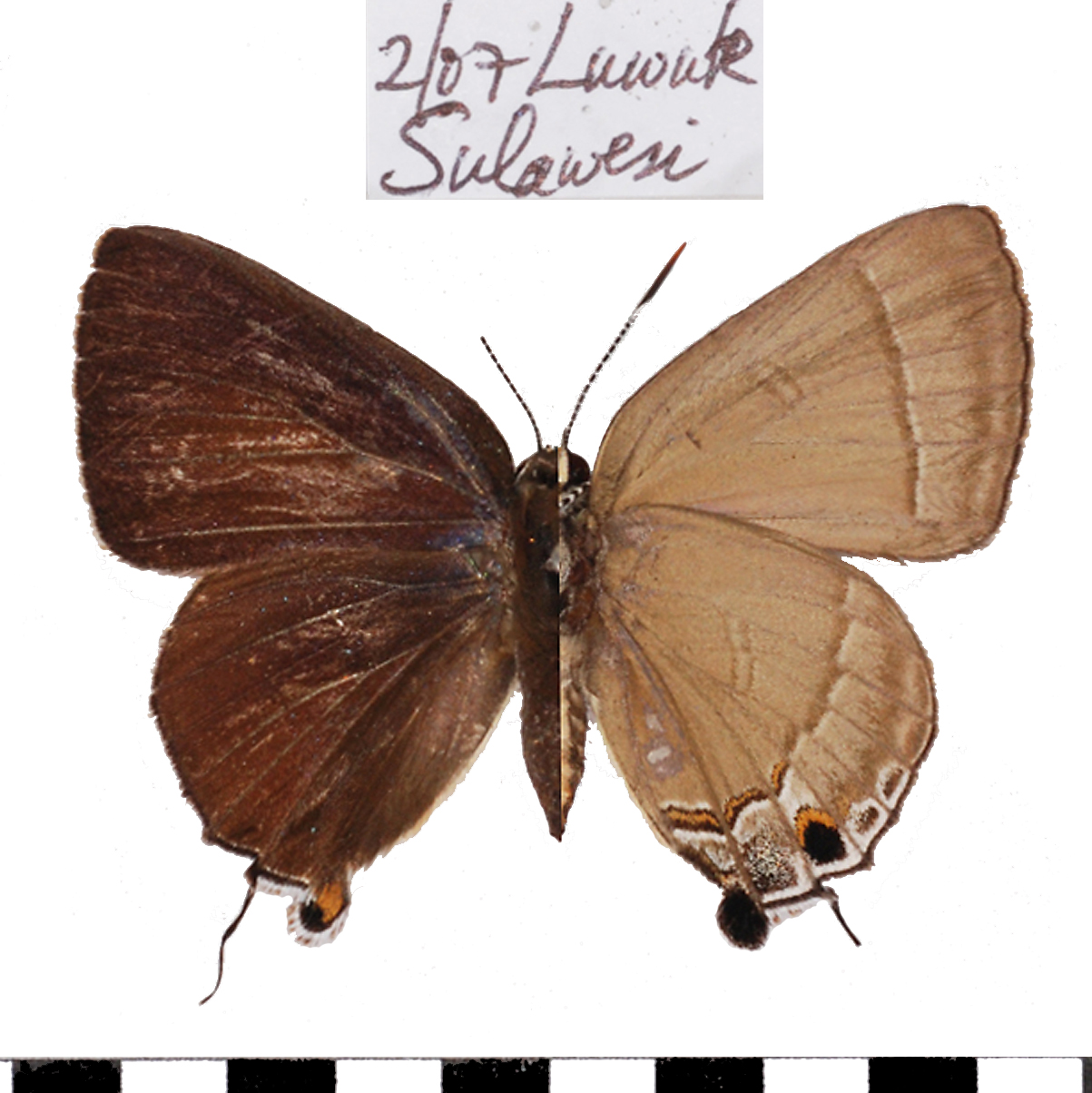
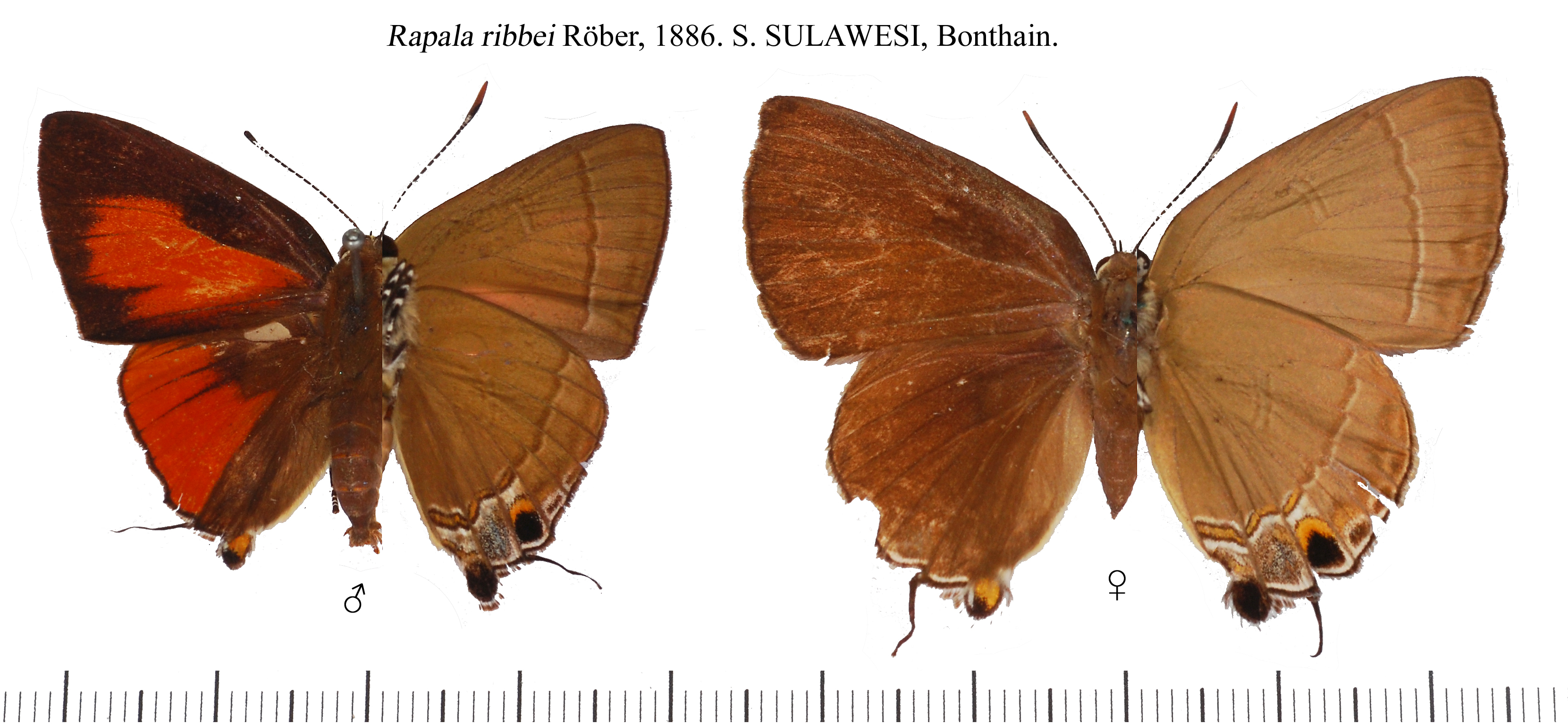